# Auto battler

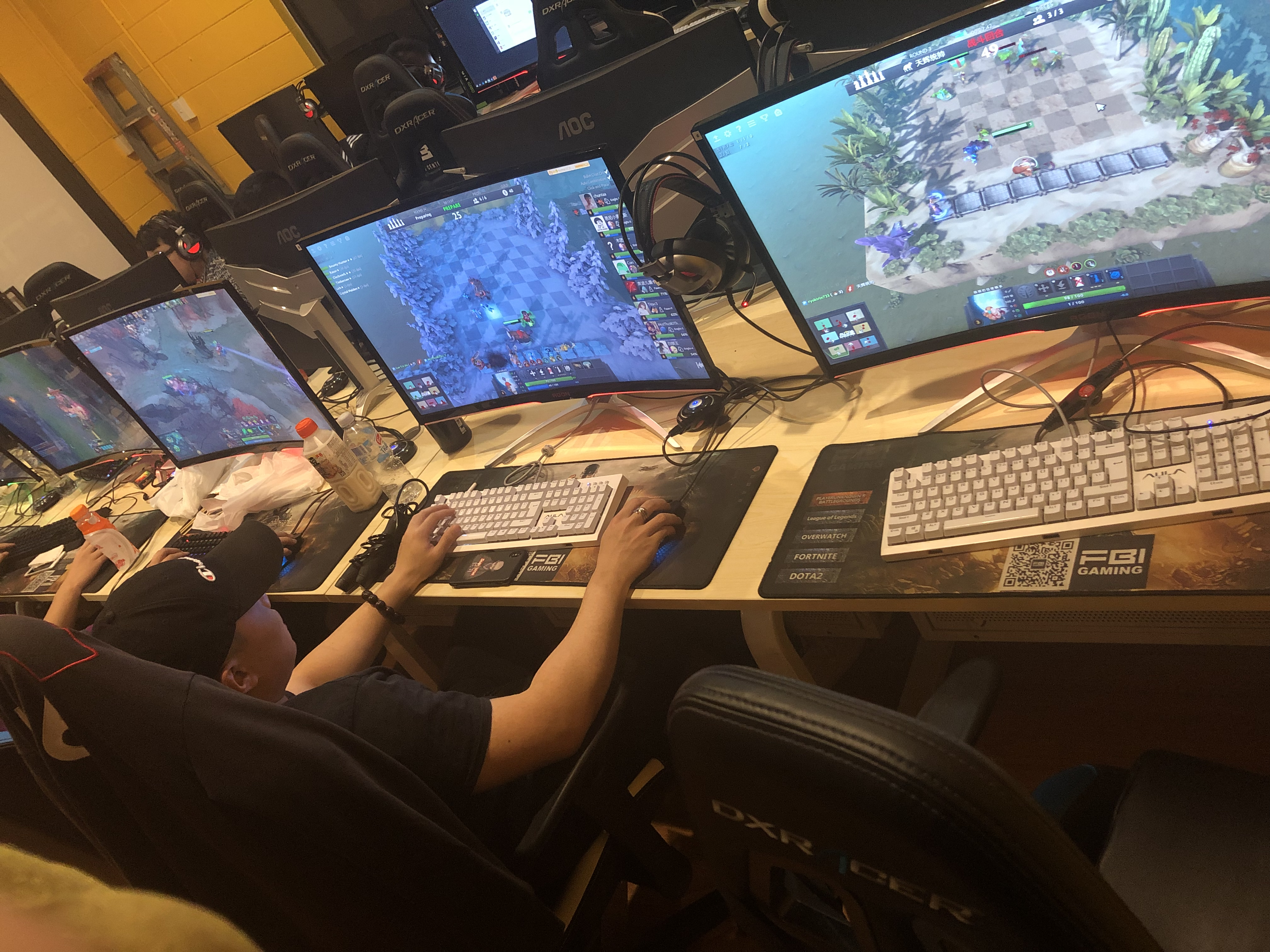
Personer som spelar modifikationen Dota Auto Chess.

Auto battler, även kallad Auto Chess, är en datorspelsgenre med realtidsstrategi och komponenter från schack där spelare placerar karaktärer på en spelbräda, vanligtvis en 8x8 plan, där karaktärerna sedan slåss mot motståndarlagets karaktärer utan någon extra inmatning från spelaren. Genren skapades och populariserades av Dota Auto Chess under våren 2019. Efteråt utvecklades flera spel i genren av bland annat Riot Games spel Teamfight Tactics och Valves spel Dota Underlords. 

## Historia
I januari 2019 släppte gruppen Drodo Studio modifikationen Dota Auto Chess till Dota 2. I slutet av maj 2019 hade mer än åtta miljoner spelare spelat modifikationen vilket ledde till att en ny genre skapats.
Kort efter släppte Riot Games sin variant av modifikationen i formen av ett nytt spel som kom till att kallas Teamfight Tactics. Kort efter släppte Valve sin version av spelet vilket kom till att kallas Dota Underlords, Drodo Studio utvecklade vidare på modifikationen och släppte själva ett eget spel under namnet Auto Chess. I november 2019 introducerade Blizzard Battlegrounds, sitt försök på ett spel i Auto battler-genren.